# Volovăț
Volovăț è un comune della Romania di 5 101 abitanti, ubicato nel distretto di Suceava, nella regione storica della Bucovina. 
Nel 2004 si è staccato da Volovăț il villaggio di Burla, andato a formare un comune autonomo.